# Орск (Новосибирская область)
Орск — село в Мошковском районе Новосибирской области. Входит в состав Сокурского сельсовета. 

## География
Площадь села — 67 гектаров.

## Население
| 2002 | 2007 | 2010 |
| ---- | ---- | ---- |
| 177  | ↘176 | →176 |

## Инфраструктура
В селе по данным на 2007 год функционирует 1 учреждение здравоохранения.

## Известные уроженцы и жители
- Виктор Викторович Фокин (род. 1935) — российский серийный убийца, действовавший в Новосибирске в 1996—2000 годах.